# Saint Ignatius College (Riverview)

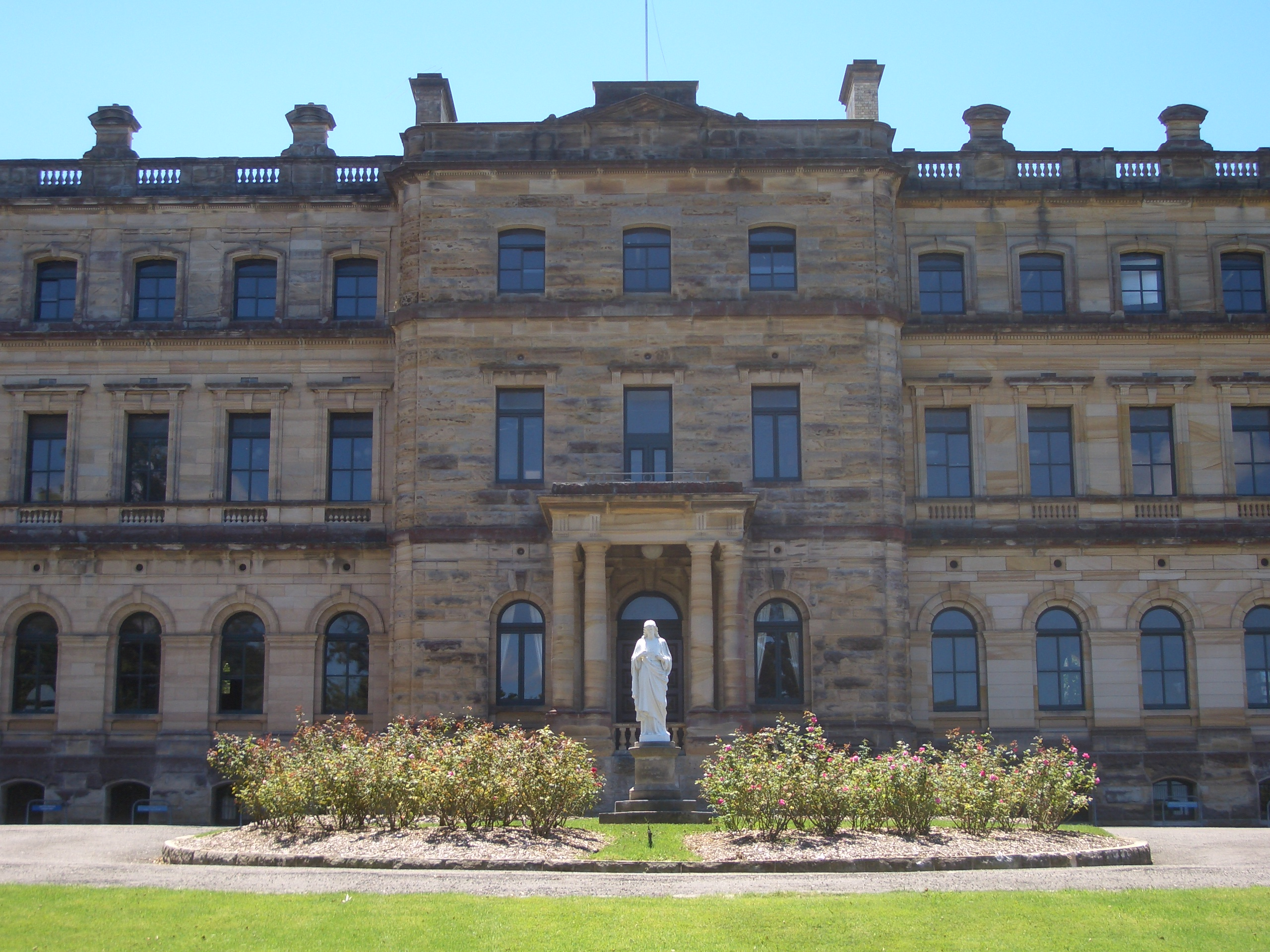
le bâtiment principal du collège Saint Ignatius.

Le lycée Saint Ignatius à Riverview, est un lycée catholique de garçons au recrutement non-sélectif créé en 1880 par les Jésuites et situé dans le quartier de Riverview sur la rive nord de la baie de Sydney en Nouvelle-Galles du Sud. Il est membre de l'Association sportive des Grandes écoles privées de Nouvelle-Galles du Sud (La "GPS"). Actuellement, il accueille environ 1 550 élèves (avec 350 internes).
L'école, fondée par le jésuite irlandais, le père Joseph Dalton, selon la tradition de Saint Ignace de Loyola (1491-1556), a pour objectif de préparer ses élèves à "devenir des jeunes hommes compétents, consciencieux et respectueux envers les autres".
La devise du collège est Quantum Potes Tantum Aude (Ose tant que tu pourras). Les éléments les plus marquants du collège sont son bâtiment principal à l'architecture victorienne construit de 1885 à 1930; sa vue sur la rivière Lane Cove et l'amphithéâtre naturel de son "First Field", où jouent ses équipes de rugby et de cricket. 
Il y a une grande tradition sportive à Riverview : surtout l'aviron, le rugby à XV, le cricket et le tennis. Le Riverview Gold Cup Regatta, sur la Lane Cove devant le lycée, est la course d'aviron la plus ancienne d'Australie (elle date de 1885). Chaque année, le match de rugby entre Riverview et Saint Joseph's College, Hunters Hill attire un grand nombre de spectateurs (jusqu'à 20 000).

## Personnalités
Parmi les personnalités y ayant suivi leurs études, on peut citer: 

### Politiciens
- Ancien premier ministre d'Australie Tony Abbott,
- Ancien vice-Premier ministre d'Australie, Barnaby Joyce
- Nick Greiner (ancien premier ministre de Nouvelle-Galles du Sud).

### Écrivains
- Christopher Brennan,
- Robert Hughes,
- Justin Fleming,
- Nick Enright.

### Sport
- Matt Mostyn (l'équipe d'Irlande de rugby),
- Henry Hutchison (équipe d'Australie de rugby à sept),
- Frederick Lane (nageur olympique).

### Autres
- le Jésuite Mark Raper,
- Archevêque de Sydney, Anthony Fisher
- le juge et compositeur George Palmer,
- Jim Lenehan (Wallaby).